# Ernst Herrmann (Historiker)
Ernst Adolph Herrmann (meist Ernst Adolf Herrmann; * 13. Märzjul. / 25. März 1812greg. in Dorpat, Livland. Russisches Kaiserreich; † 22. September 1884 in Marburg an der Lahn, Deutsches Kaiserreich) war ein deutscher Historiker.

## Leben
Seit 1829 studierte Ernst Herrmann Evangelische Theologie an der Kaiserlichen Universität Dorpat. Danach studierte er seit 1834 Geschichte in Berlin, u. a. bei Leopold von Ranke. 1837 promovierte mit einer Schrift über den Deutschen Orden zum Doktor der Philosophie. Dazu reiste er zeitweise wieder nach Dorpat.
Von 1838 bis 1847 war er Lehrer für Geschichte und Geographie an einer Erziehungsanstalt in Dresden. 1847 habilitierte er und war seit 1848 ordentlicher Professor der Geschichte in Jena. Von 1849 bis 1852 war Ernst Herrmann dazu Redakteur der Weimarischen Staatszeitung.
1854 wurde er korrespondierendes Mitglied der Gesellschaft für Geschichte und Altertumskunde der Ostseeprovinzen Russlands.
1857 wurde er zum ordentlichen Professor der Geschichte der Universität Marburg berufen, wo er 1865 das historische Seminar gründete, das er bis 1877 leitete.

## Publikationen (Auswahl)
- Beiträge zur Geschichte des russischen Reichs, Leipzig 1843
- Geschichte des russischen Staates, Bände 3–6, 1846–1860, als Fortsetzung der Herausgeberschaft von Philipp Strahl (Geschichte der europäischen Staaten / ed. A.H.L. Heeren & F.A. Ekert), 7 Bände, Friedrich Perthes, Hamburg/Gotha 1831–1860

- - Band 1 / Philipp Strahl. Von den ältesten Zeiten bis zum Einbruche der Tataren 1224 / Friedrich Perthes, Hamburg, 1832. - xviii + 480 Seiten.[1]
  - Band 2 / Philipp Strahl. 1224-1505. Friedrich Perthes, Hamburg, 1839. - 442 Seiten.[2][3]
  - Band 3 / Philipp Strahl (gest. 1840), Ernst Herrmann. 1505-1682. Friedrich Perthes, Hamburg, 1846. - xxiv + 793 Seiten.[4] / Nabu Press, 2010. - 824 p.[5]
  - Band 4 / Ernst Herrmann. 1682-1741. Bei Friedrich Perthes, Hamburg. 1849. xxii + 695 Seiten.[6]
  - Band 5 / Ernst Herrmann. 1742-1775. 1853. - xviii + 714, [1] S.
  - Band 6 / Ernst Herrmann. 1775-1792.
  - Ergänzungs-Band / Ernst Herrmann. Diplomatische Correspondenzen aus der Revolutionszeit 1791-1797. Gotha 1861 / Nabu Press, 2012. - 726 pages. / Forgotten Books, 2018. - 830 pages.
- Die österreichisch-preußische Allianz vom 7. Februar 1792 und die zweite Teilung Polens, Gotha 1861, führte zu einer heftigen Kontroverse mit Heinrich von Sybel
- Diplomatische Beiträge zur russischen Geschichte, im Sbornik, St. Petersburg 1868–1874
- Vockerodts und Pleyers Denkschrift über Rußland unter Peter dem Großen, Leipzig 1872
- Peter der Große und der Zarewitsch Alexei, Leipzig 1880